# 4-та гірсько-піхотна дивізія (Третій Рейх)
4-та гірсько-піхотна дивізія (Третій Рейх) (нім. 4. Gebirgs-Division) — гірсько-піхотна дивізія Вермахту за часів Другої світової війни.

## Історія
4-та гірсько-піхотна дивізія була сформована 23 жовтня 1940 на навчальному центрі Хойберг (нім. Truppenübungsplatz Heuberg) в V-му військовому окрузі (нім. Wehrkreis V).

## Райони бойових дій
- Німеччина (жовтень 1940 — квітень 1941);
- Болгарія (квітень 1941);
- Югославія (квітень — травень 1941);
- Словаччина (травень — червень 1941);
- СРСР (південний напрямок) (червень 1941 — серпень 1944);
- Карпати (серпень — жовтень 1944);
- Угорщина (листопад — грудень 1944);
- Словаччина та Австрія (грудень 1944 — травень 1945).

## Командування

### Командири
- генерал-лейтенант Карл Егльзер (нім. Karl Eglseer; 25 жовтня 1940 — 1 жовтня 1941);
- Оберст Карл Вінтергерст (нім. Karl Wintergerst; 1 жовтня — листопад 1941) — виконувач обов'язків;
- генерал-лейтенант  Карл Егльзер (25 жовтня 1940 —— 22 жовтня 1942);
- генерал-лейтенант Герман Кресс (нім. Hermann Kreß; 23 жовтня 1942 — 11 серпня 1943, загинув у бою)[1];
- генерал-лейтенант Юліус Браун (нім. Julius Braun; 13 серпня 1943 — 6 червня 1944);
- Оберст Карл Янк (нім. Karl Jank; 6 червня — 1 липня 1944) — виконувач обов'язків;
- генерал-лейтенант Фрідріх Брайт (нім. Friedrich Breith; 1 липня 1944 — 23 лютого 1945);
- Оберст Роберт Бадер (нім. Robert Bader; 23 лютого — 6 квітня 1945) — виконувач обов'язків;
- генерал-лейтенант Фрідріх Брайт (6 квітня — 8 травня 1945).

## Нагороджені дивізії
Нагороджені Сертифікатом Пошани Головнокомандувача Сухопутних військ для військових формувань Вермахту за збитий літак противника
- 10 серпня 1942 — 11-та рота 13-го гірсько-піхотного полку за дії 20 травня 1942 (196);
- 24 вересня 1942 — 7-ма рота 91-го гірсько-піхотного полку за дії 27 червня 1942 (218);
- 28 листопада 1942 — 3-й взвод 94-го протитанкового дивізіону за дії 4 серпня 1942 (297);
- 16 серпня 1943 — 3-й дивізіон 94-го гірсько-артилерійського полку за дії 11 січня 1943 (361);
- 1 серпня 1944 — 12-та рота 91-го гірсько-піхотного полку за дії 23 квітня 1944 (506).

Нагороджені дивізії
|  | Кавалери Нагрудного знаку ближнього бою в золоті                                                           | 4                                                                                              |
|  | Кавалери Золотого Німецького Хреста                                                                        | 106                                                                                            |
|  | Кавалери Срібного Німецького Хреста                                                                        | 1                                                                                              |
|  | Категорія:Кавалери Лицарського хреста Залізного хреста з Дубовим листям                                    | 2 (№ 222 обер-фельдфебель Рудольф Шлее — 06.04.1943 № 349 ротмістр Андреас Торей — 07.12.1943) |
|  | Категорія:Кавалери Лицарського хреста Залізного хреста                                                     | 38                                                                                             |
|  | Кавалери Почесної відзнаки сухопутних військ «Почесна застібка на орденську стрічку для Сухопутних військ» | 29                                                                                             |
|  | Кавалери ордену Михая Хороброго ІІІ ступеня (Румунія)                                                      | 1                                                                                              |

- Нагороджені Сертифікатом Пошани Головнокомандувача Сухопутних військ (7)